# Ramkvilla kyrka
Ramkvilla kyrka är en kyrkobyggnad i Ramkvilla i Växjö stift. Den är församlingskyrka i Lannaskede församling och omges av en kyrkogård som sluttar ned mot Klockesjön.

## Kyrkobyggnaden
Vid restaurering av kyrkan under 1960-talet påträffades bräder från en 1100-tals kyrka.  Dessa bräder tyder på att en kyrka fanns på platsen under tidig medeltid. Om kyrkan var en träkyrka eller en stenkyrka är ovisst. Den nuvarande kyrkan anses ha anor från 1300-talet. Åren 1707–1708 förlängdes kyrkans långhus åt öster då också ett nytt rakslutande korparti byggdes. En ny sakristia byggdes till 1710 vid långhusets norra vägg med anslutning till koret. Åren 1832–1834 uppfördes tornbyggnaden i väster efter ritningar av Axel Almfelt. 
Klockorna som tidigare haft sin plats i en fristående klockstapel flyttades till tornet. Tornet som är byggt i sten är försett med fyra ljudöppningar och en öppen lanternin krönt av ett kors. Genom denna förändring fick kyrkan till sin exteriör ett nyklassicistiskt utseende. Interiören är av salkyrkotyp med ett innertak av trätunnvalv. Under 1700-talet försågs kyrkans innertak med målningar av mäster Vadstein från Vadstena. Vid restaureringen 1931 togs rokokobården längs takvalvets taklist som tidigare övermålats fram liksom apostlabilderna på läktarbröstet.

## Inventarier
- Dopfunten av sandsten med fabeldjur dateras till 1100-talets andra hälft och tillskrivs Njudungsmästaren.
- Sankt Olofs bild av ek,utförd under 1200-talet.
- Ett triumfkrucifix är från 1300-talet och har sin plats över altaret.
- Predikstolen med ljudtak i nyklassicistisk stil tillkom 1794 efter ritningar av Thure Wennberg.
- Altaruppsatsen som även denna ritats av T Wennberg och tillhörande altartavla utförd av Anton Isaksson flyttades 1931 från koret till kyrkorummets södra vägg.
- Epitafium över hovrättskommissarie Daniel Stocke med familj.
- Sluten bänkinredning med snidade dörrar från 1700-talet.
- Orgelläktare med apostlabilder.

## Bildgalleri

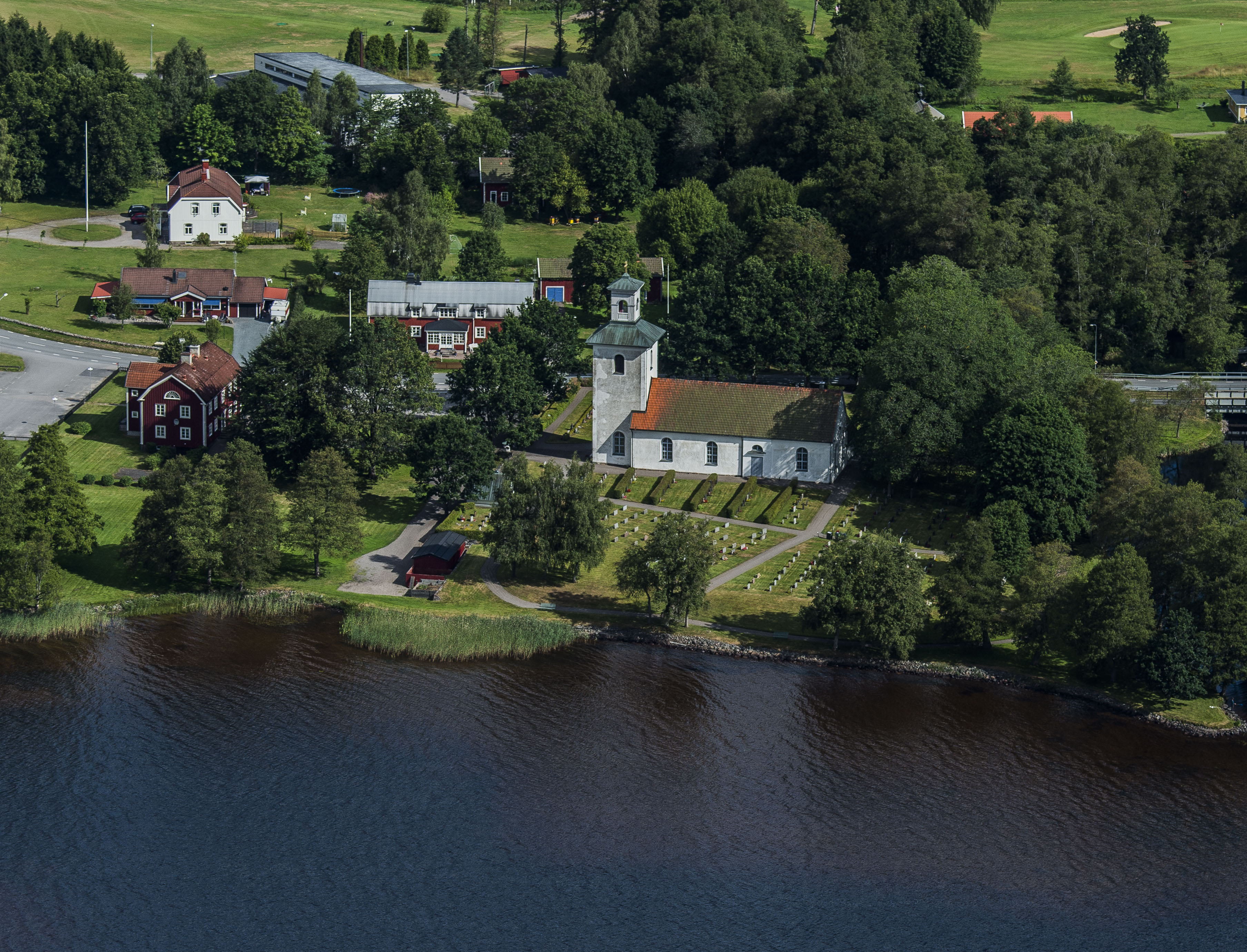
Kyrkan i landskapet.
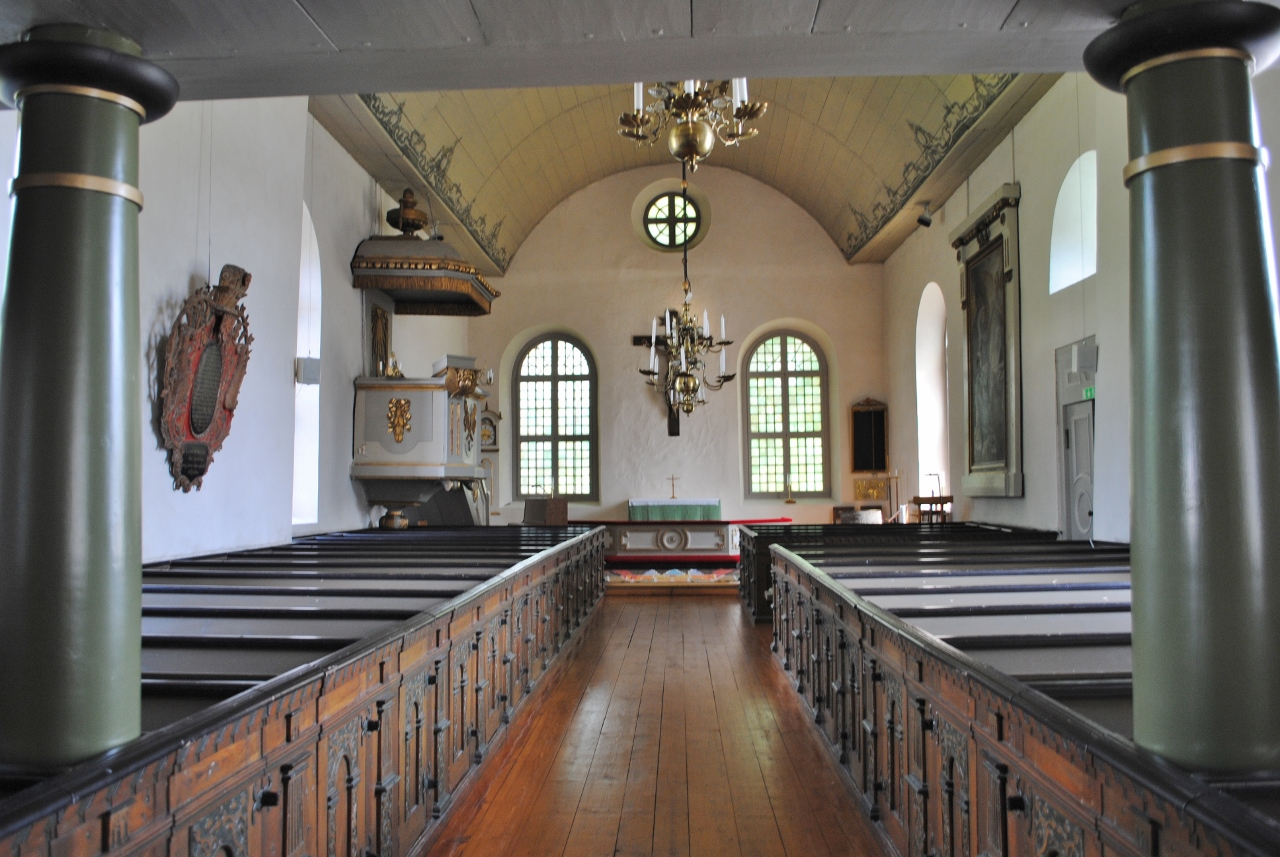
Interiör mot öster.
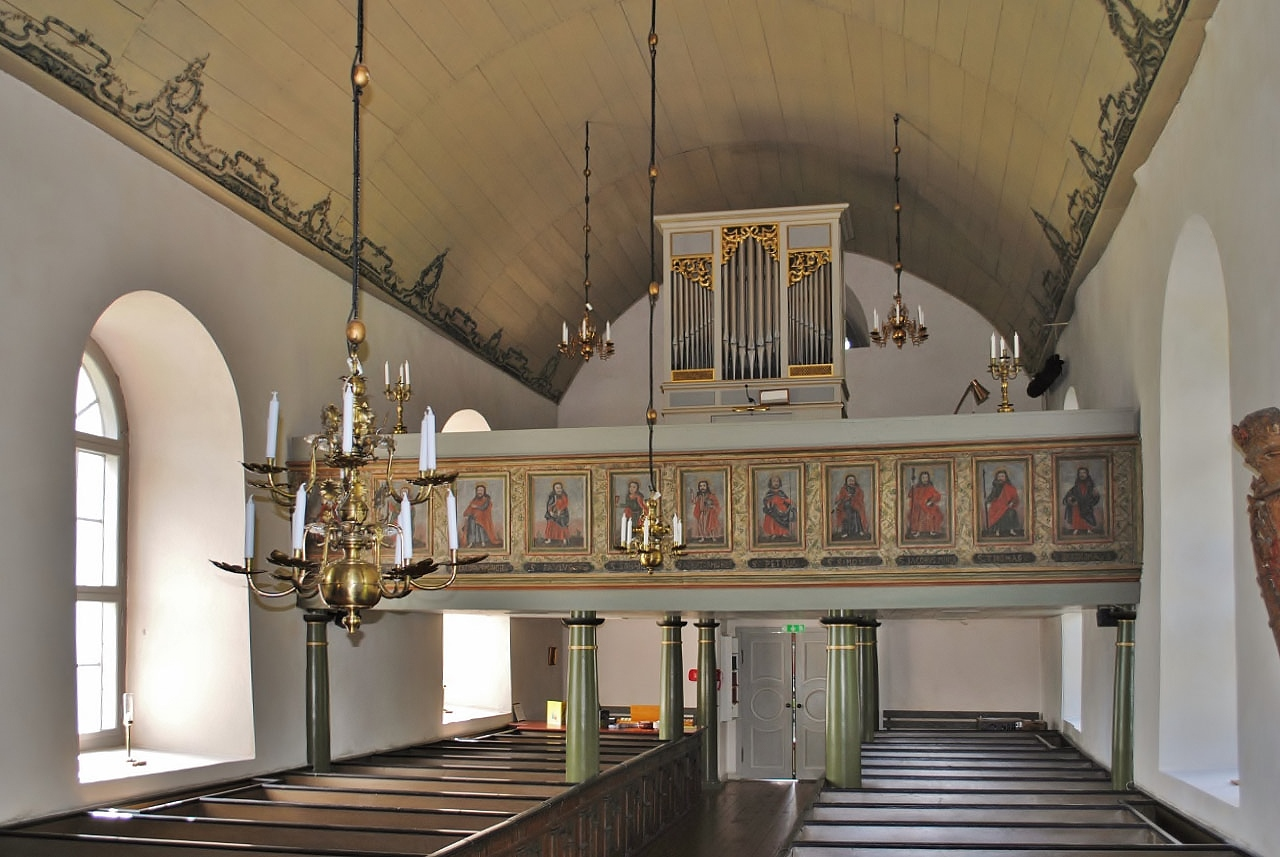
Interiör mot väster.
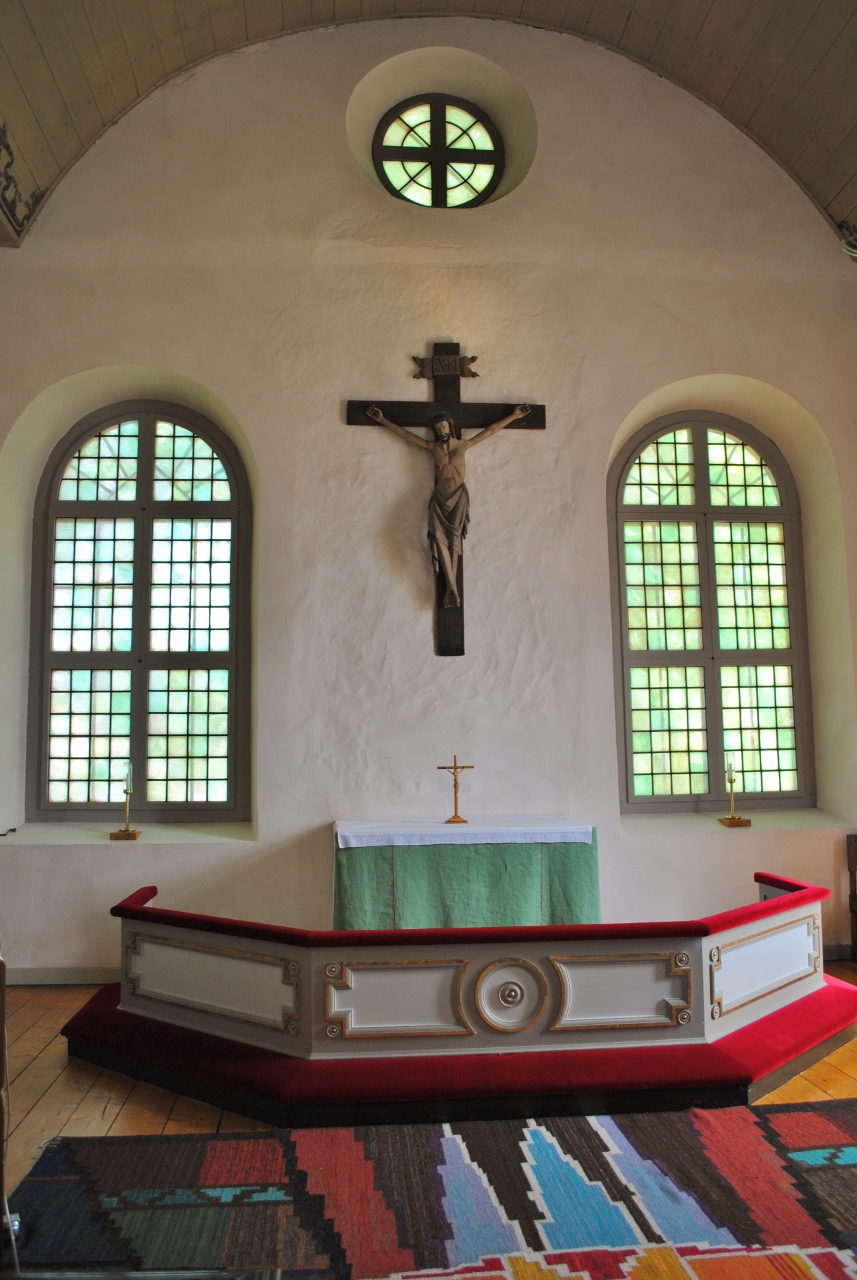
Koret.
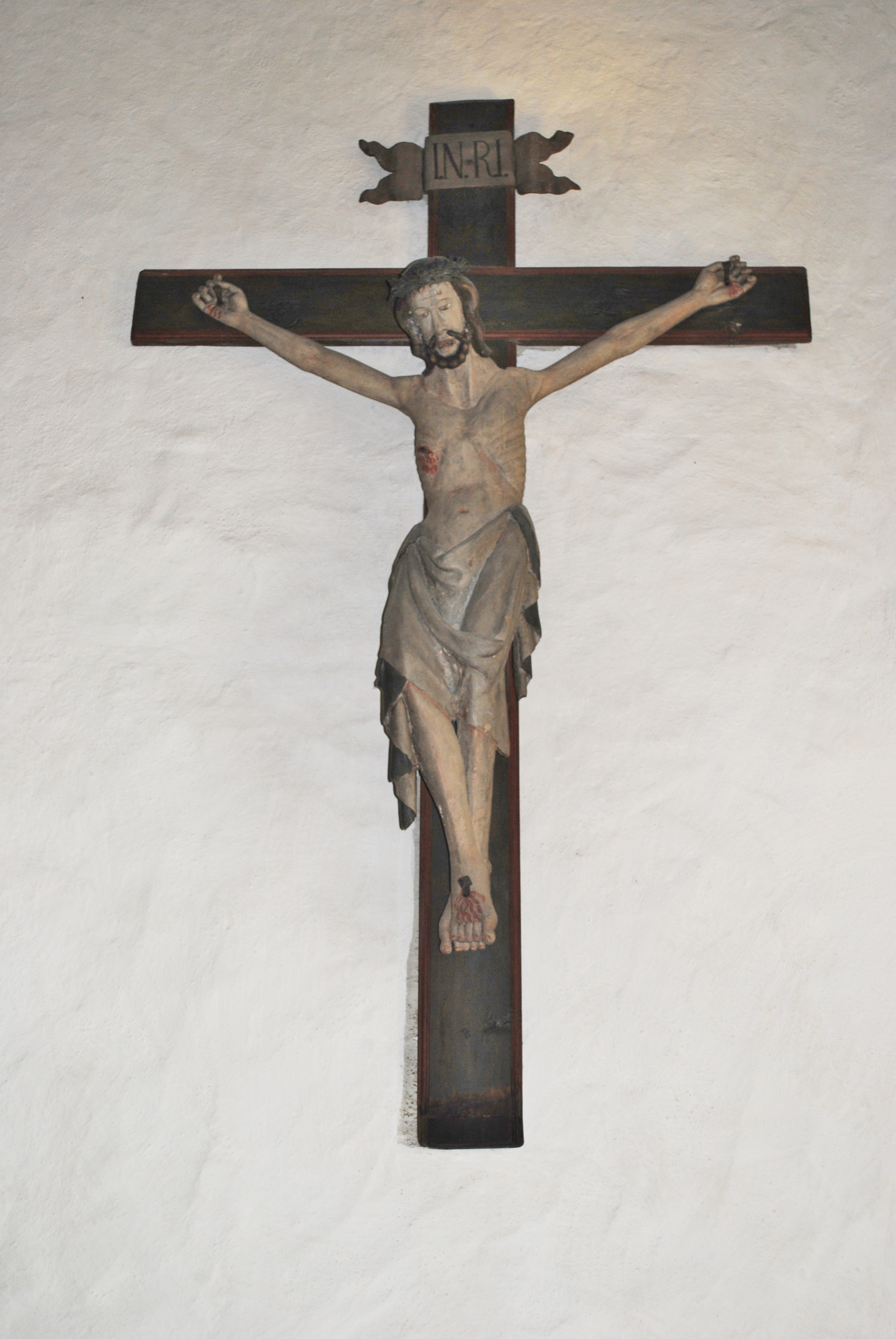
Krucifix över altaret daterat till 1300-talet.
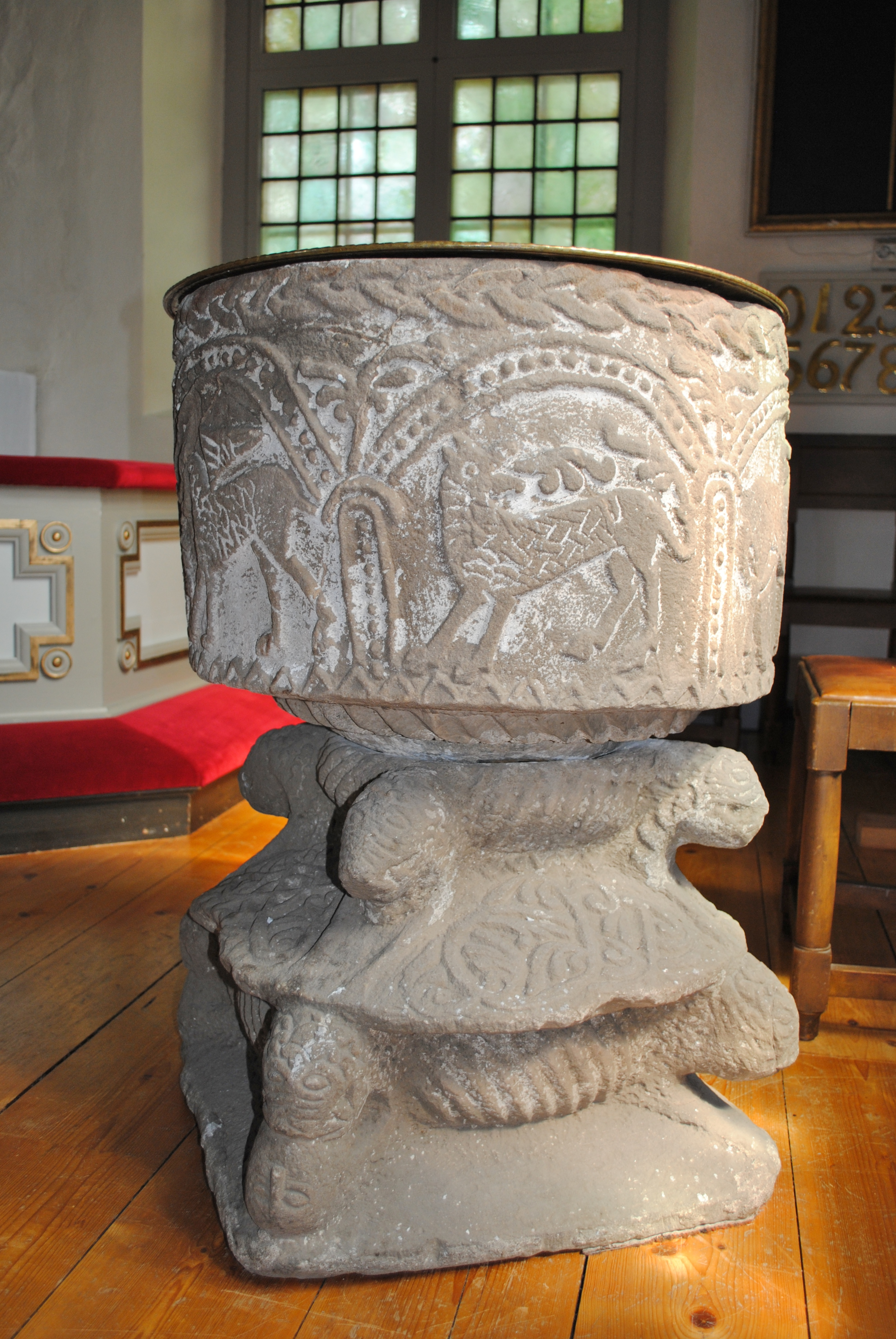
Dopfunt med fabeldjur från 1100-talet.
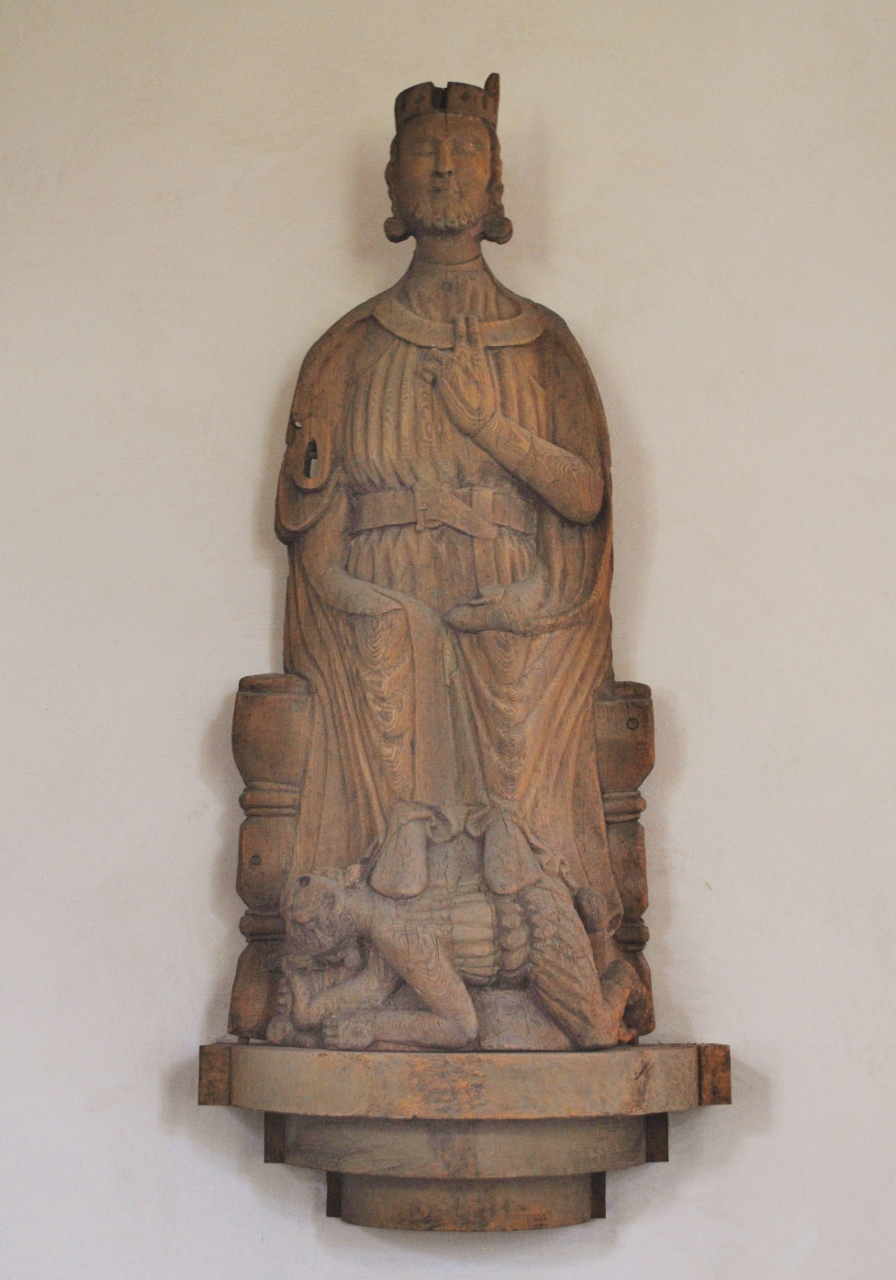
Sankt Olof ,skulptur ,1200-talet.
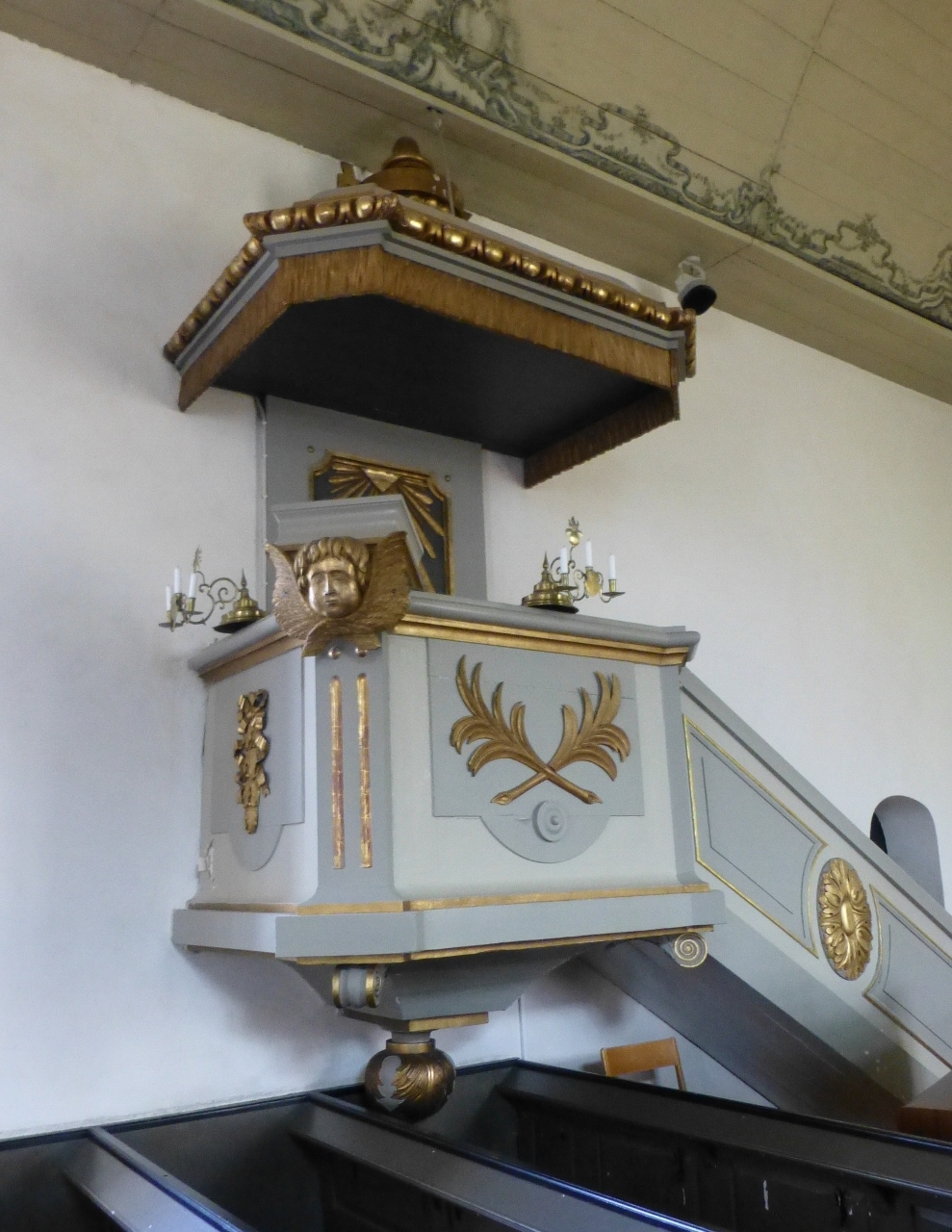
Den nyklassicistiska predikstolen tillverkad 1794
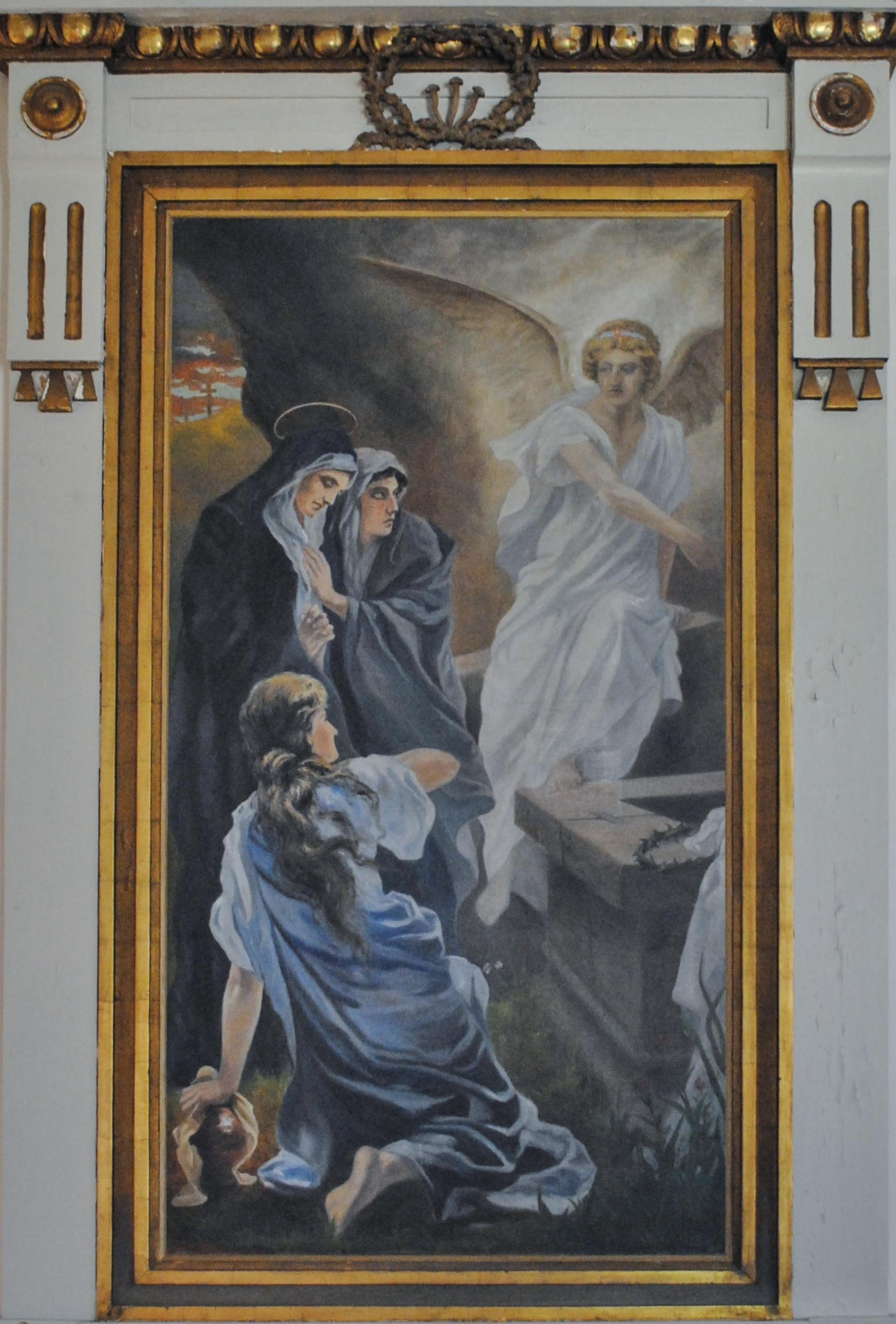
Tidigare altartavla utförd av Anton Isaksson.
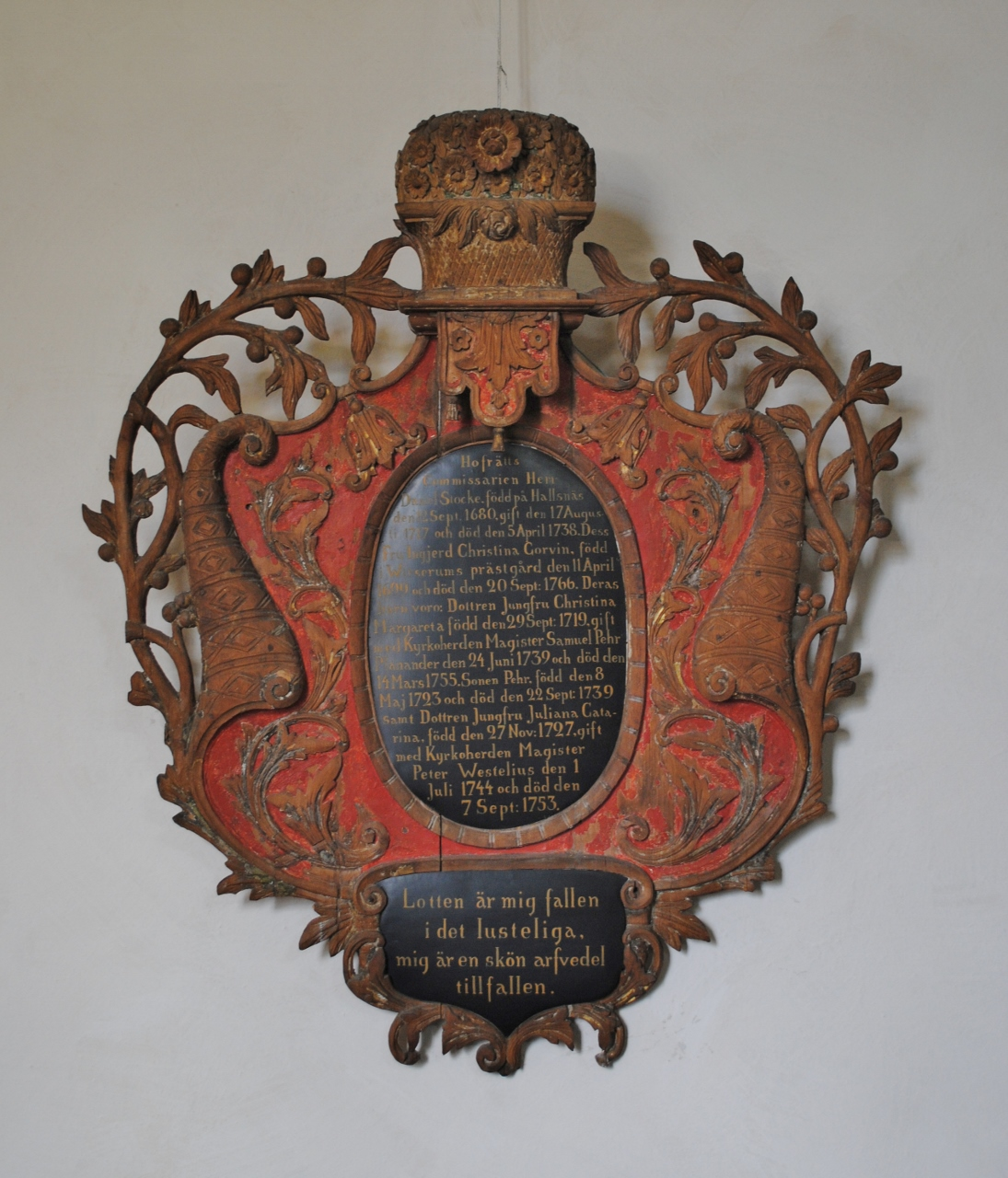
Epitafium över hovrättskommissarie Daniel Stocke med familj.

## Orgel

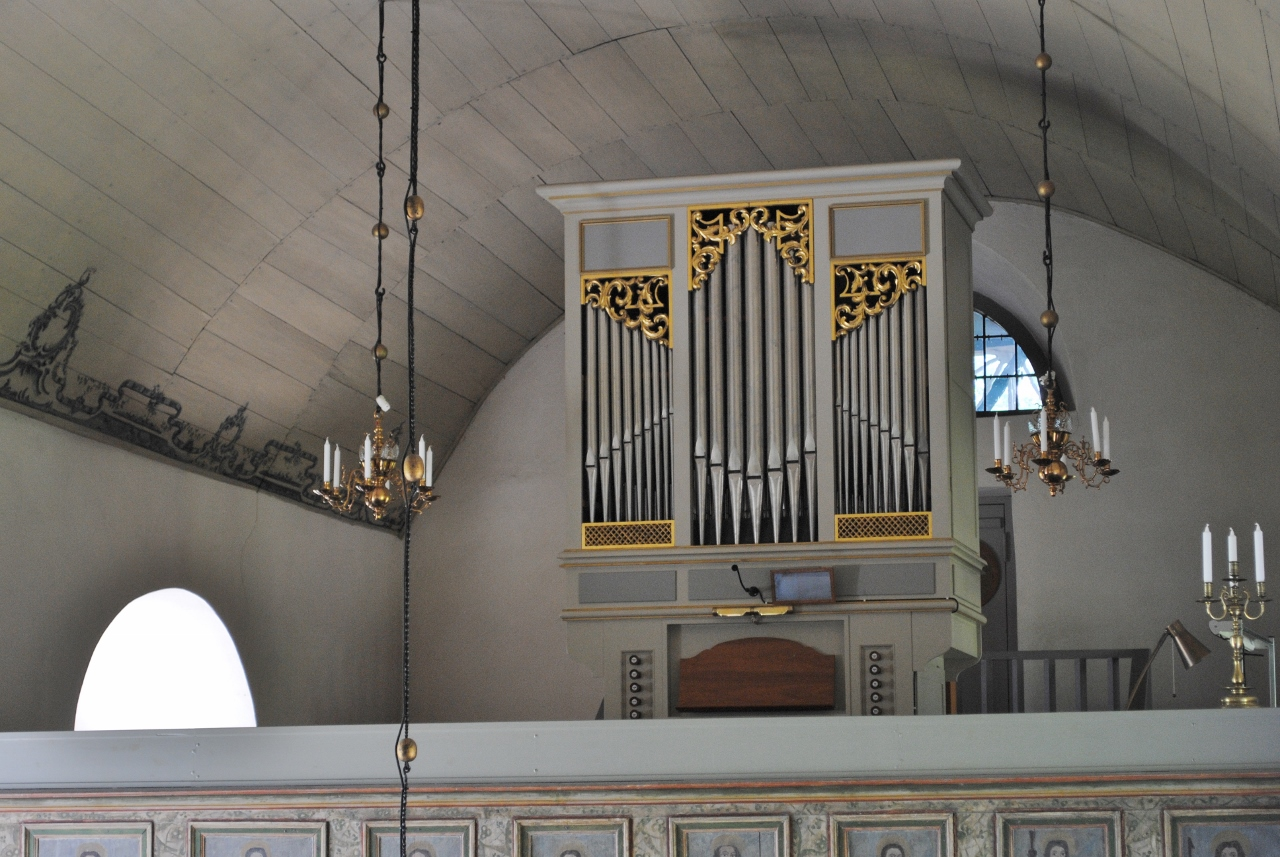
Orgeln

- 1931 bygger A Mårtenssons Orgelfabrik, AB, Lund en orgel med 11 stämmor.
- Nuvarande orgel med stämmor är byggd 1975 av orgelbyggare Nils-Olof Berg, Nye. Orgeln är mekanisk och har ny fasad.

| Manual I     | Manual II       | Pedal         | Koppel |
| Bourdon 8´   | Gedackt 8´      | Subbas 16´    | I/P    |
| Principal 4´ | Flöjt 4´        | Gedackt 8´    | II/P   |
| Gedackt 4´   | Principal 2´    | Kvintadena 4´ | II/I   |
| Waldflöjt 2' | Sesquialtera II |               |        |
| Mixtur II    | Cymbel I        |               |        |